# 毛屋武久
毛屋 武久（けや たけひさ）は、戦国時代から江戸時代前期にかけての武将。黒田二十四騎の一人。

## 略歴
近江国神崎郡で田原長久の嫡男として生まれたが、織田信長と六角義賢の戦いで父が戦死したため、幼い虎千代は六角氏に仕えた書家建部賢文に養育された。元亀2年（1571年）、田原金十郎と名乗り和田惟政に仕えるが、同年のうちに惟政が織田信長に倒されたため、近江に戻って山崎片家に仕えた。近江の在地勢力である山崎氏は六角氏の配下であったが、情勢に鑑みて織田氏に転属した。
山崎片家が播磨国三木城攻め（三木合戦）に参加した際、敗走する味方の蒲生氏郷の軍勢を救出している。その後、柴田勝家の家臣となった金十郎は長篠の戦いなどに従軍し、越前国毛屋畠の一揆を鎮圧した際に勝家から300石を賜り、その地名に由来する「毛屋」の姓を与えられ、以降「毛屋主水正」と名乗るようになった。その後、賭博疑惑をかけられたため、毛受勝照の力添えを得て勝家の元を退去し、能登の前田利家に3年間80石の扶持をもらって匿ってもらう。天正6年（1578年）の有岡城の戦いには織田方の雑兵として参戦。天正8年（1580年）、摂津国の池田恒興に700石で仕える。天正11年（1583年）、池田家が美濃国大垣城主となった際に致仕し、佐々成政に仕えた。
天正16年（1588年）、肥後の統治に失敗し、国人一揆を引き起こした引責で成政が改易されると、他の佐々旧臣らと共に豊前中津17万石を与えられていた黒田長政に300石で仕官した。天正18年（1590年）、奥州会津42万石の大名となった蒲生氏郷は、若き頃の恩を理由に歴戦の士である毛屋主水を1万石で登用したいと打診したが、主水は「黒田家は唐入り（文禄・慶長の役）が決まっており、その前に退去することはできない。無事に帰ることができたら蒲生家に移籍する」として断っている。唐入りの戦場では経験を基にして数々の戦功を立て、無事に帰還したが、長政の妨害に遭い、蒲生家への転属は行われなかった。
慶長5年（1600年）の関ヶ原の戦いは長政の軍にて黒田家の旗奉行を務め、本戦に参加した。合戦に際して徳川家康に直に呼び出され、長い経験に基づく意見を聞かれている。関ヶ原の戦い後には加増を受け、都合700石となり、益田正親の組下に入れられた。大坂の陣にも高齢ながら従軍している。
元和6年（1620年）、大坂城の普請に当たる。元和8年（1622年）、菅正利の子・重利に「主水正」の称号を与えるため、長政の命により「武蔵守」を称することとなる。寛永3年（1626年）、子の武重に家督を譲る。
中風を患った後、剃髪して文賀と号した。寛永5年（1628年）10月26日、病を得て死去。75歳。

## 逸話
- 関ヶ原の戦いの際には、物見として正確に敵情を探り、過大に宣伝されていた敵兵の数が、実際には少ないことを報告し味方の士気を上げたため、徳川家康よりその機知を褒められ、その場にあった饅頭を褒美として受け取ったという。
- また、長く各家を渡り歩いていたために家族を持っていなかったが、40歳を越えたのちに主君長政の命により、所帯を持った。相手は豊前一揆で黒田家と戦い死亡した鬼木掃部宗正の娘・長であった。

## 登場作品
- 軍師官兵衛（2014年、演：春風亭昇太）
- 関ヶ原 (映画)（2017年、演：橋本じゅん）